# Gian Francesco II Brignole Sale
Pour les autres membres de la famille, voir Famille Brignole.
Pour les articles homonymes, voir Gian Francesco Brignole, Doge Brignole-Sale et Brignole.
Gian Francesco (II) Brignole, (francisé en Jean-François II Brignole), marquis Brignole-Sale de Groppoli - né le 6 juillet 1695, à Gênes et mort le 14 février 1760 dans cette même ville - est une personnalité politique du siècle des Lumières. Ambassadeur, général, financier et mécène, il fut doge de Gênes du 3 mars 1746 au 3 mars 1748.

## Biographie

### Famille
Jean-François était le fils aîné du marquis Anton II Giulio Brignole Sale, ambassadeur de Gênes à Versailles et d'Isabella Brignole, sa cousine.
Il appartenait à l'illustre famille Brignole qui avait déjà compté un doge en 1635, son homonyme, Gian Francesco I Brignole Sale. Il possédait en outre trois frères : 
- Jean-Jacques, qui mourut vers sa quarantième année,
- Giuseppe, qui fut le beau-père des princes de Monaco et de Condé,
- Rodolphe-Emile, qui fut doge de 1762 à 1764.

Jean-François épousa Battina Raggi en 1731. Son épouse appartenait à une famille qui, comme les Brignole, était originaire de Rapallo. Ils eurent deux fils qui moururent tous deux jeunes et sans postérité.

### Jeunesse
Jean-François  perdit son père alors qu'il n'avait que quinze ans, en 1710. Il hérita alors d'une imposante fortune, laissée par ses ancêtres.
En 1728, il fut général des galères génoises, l'un des postes les plus prestigieux de la république et réservé aux oligarques de premier plan. La même année, lorsqu'il fut nommé directeur des monuments publics, il fit rétablir le grand aqueduc, qui sur plus de vingt kilomètres, portait de l'eau dans toutes les maisons de Gênes. Dans le même temps, il fut successivement censeur annuel des activités provinciales, protecteur du trésor de Saint-Georges et il fut chargé en 1736 de la construction d'un nouveau port franc, tâche ingrate et pharaonique qui avait déjà échue un siècle plus tôt à son aïeul doge Gian Francesco I Brignole Sale.

### Ambassadeur
En 1729, éclata la guerre de Corse ou guerre de quarante ans, qui occupa l'essentiel de son activité diplomatique ultérieure. Ainsi, en 1730, Jean-François fut élu "Membre de la junte extraordinaire pour la répression du soulèvement corse". Puis il remplit avec succès une autre mission d'apaisement des populations dans le marquisat de Finale.
En mai 1736, il fut envoyé à Londres pour protester contre l'arrivée de Théodore de Neuhoff sur un bateau anglais.
À son retour, il fut nommé ambassadeur de la Sérénissime République de Gênes à Paris de septembre 1737 au printemps 1739, tout comme son père avant lui. Il était chargé d'une délicate et cruciale mission dont le succès détermina l'histoire de la Corse. Suivant ses instructions, il négocia le retournement des alliances en substituant l'aide du roi de France à celle de l'empereur. Il signa ainsi pour la république de Gênes et avec le roi Louis XV et Fleury, la convention de Versailles (1737). Ainsi, la France intervenait directement dans l'île qu'elle n'aura de cesse de tenter d'apaiser avant d'en faire définitivement la conquête en 1769.
Francophile convaincu, il menait grand train dans son hôtel particulier de la rue de Cléry, il acquit un surtout et de la vaisselle d’argent auprès de l’orfèvre Claude II Ballin, il commanda une horloge à Leroy, des portraits - de son épouse et de lui-même - à Hyacinthe Rigaud et il initia son cuisinier aux recettes françaises.
Après sa charge à Versailles, il fut inquisiteur d'État à Gênes, puis il fut désigné en 1740, ambassadeur de la République à Vienne.

### Guerre de Succession d'Autriche
À son retour de Vienne, il fut élu sénateur - la dizaine de sénateurs ou gouverneurs formaient, avec le doge et les procurateurs, la Seigneurie de Gênes et figuraient parmi les tout premiers personnages de l'État- et commissaire général de l'armée génoise. Général-en-chef de cette petite armée autrefois très redoutable, il tâcha de réorganiser l'armée en prévision d'un conflit avec le royaume de Sardaigne.
En septembre 1743, par le traité de Worms, Marie-Thérèse d'Autriche et l'Angleterre, afin de décider Charles-Emmanuel III de Sardaigne à intervenir en leur faveur dans la guerre de Succession d'Autriche, lui offrirent le marquisat de Finale, alors possession de la république de Gênes ! Devant ce complot international et rompant avec sa traditionnelle politique de neutralité, les Magnifiques répliquèrent avec beaucoup d'audace et d'inconscience par le traité d'Aranjuez qui établissait une alliance défensive et offensive entre Français, Espagnols, Napolitains et Génois. Toutefois, si l'armée génoise comptait pour pas grand-chose, pouvoir disposer du premier port d'Italie offrait un avantage important aux Bourbons. Grâce à cela, Piémontais et Autrichiens pouvaient être pris en tenaille.
Par conséquent, en 1745, les troupes génoises (de qualité assez médiocre et inférieures aux 10 000 hommes prévus par le traité), commandées par Jean-François Brignole-Sale en personne, suivirent l'armée franco-espagnole de Don Philippe d'Espagne sans s'illustrer particulièrement. Pour autant, leur général, lui, se couvrit de gloire. En effet, Jean-François Brignole-Sale avait, dans l'armée alliée, le rang de lieutenant général, directement sous les ordres de l'infant Don Philippe, ce qui faisait de lui le second commandant de l'armée. Dès la première campagne, Jean-François Brignole-Sale fut de tous les combats, déployant une immense activité. Il s'empara des places fortes de Serravalle, Tortoue, Valence, Alexandrie, Casale en Piémont, de Parme et Plaisance occupées par les Autrichiens.
Ces exploits lui firent mériter d'être élu doge de Gênes le 4 mars 1746, alors que la campagne était loin d'être terminée et que l'arrivée d'un nouveau corps autrichien allait ébranler les alliés en Italie du Nord. Gian Francesco devint ainsi Gian Francesco II Brignole-Sale, "doge de Gênes et roi de Corse par la grâce de Dieu".

### Doge de Gênes
La mort de Philippe V d'Espagne entraina soudainement le désengagement espagnol. Les alliés furent écrasés à Plaisance le 15 juin 1746. À la suite des revers français et espagnols, les Autrichiens du général Antoniotto de Botta-Adorno, de lointaine ascendance génoise, se présentèrent en septembre devant Gênes sans défense, alors que tout le pays était aux mains des Austro-sardes et que Français et Espagnols avaient précipitamment rembarqué. Le gouvernement fut obligé de capituler et de livrer la ville à l'ennemi.
Lorsque solennellement, le doge Brignole-Sale s'agenouilla devant le général autrichien, en demandant pitié pour sa ville, Botta-Adornolui répondit ceci : "Aux Génois, je ne laisserai que les yeux pour pleurer".
De plus, juste avant l'entrée des Autrichiens, la quasi-totalité des nobles s'étaient enfuis dans leurs villas de province pour échapper aux violences et au spectacle de la guerre, abandonnant le bas peuple, qui n'avait pas voulu la guerre. Ceci fut vécu comme une trahison par le peuple, la seconde après la décision d'entrer en guerre. Le doge, lui, demeura dans sa ville. Certes, la constitution l'y contraignait.
Mais au bout de trois mois, l'insurrection populaire, déclenchée par un enfant, Ballila et menée aux cris de "vive Marie", chassa les Autrichiens de la ville et Jean-François Brignole-Sale réussit à profiter de l'enthousiasme populaire et leva une armée de quelque 22 000 hommes. Se mettant à leur tête, il se joignit aux forces du duc de Richelieu - alors l'amant de Pellina Lomellini, épouse de Ridolfo Emilio Brignole Sale - et participa à l'expulsion des Autrichiens du territoire génois.
Mais l'insurrection avait mis en lumière des forces contestataires et plébéiennes, profondément anti-patriciennes. On lui imposa une assemblée populaire qui remplaça les différents conseils patriciens. Le doge parut l'accepter de bonne grâce tandis qu'en exil, certains nobles dénonçaient ce qu'il traitaient de révolution et de jacquerie ! Par conséquent, fait absolument unique dans l'histoire de la république oligarchique, durant la majeure partie de son mandat, de décembre 1746 au printemps 1748, Gênes connut un gouvernement démocratique! Toutefois, les chefs populaires ne tardèrent pas à s'entretuer et il devint limpide que seuls les Magnifiques pouvaient gouverner. Les lois exceptionnelles furent aussitôt abrogées dès le nouveau doge élu et les institutions originelles de la République reprirent leur fonctionnement normal. Ainsi, sans que l'on sache très bien quel fut le rôle réel du doge dans cette affaire, toujours est-il qu'en 1748, la république était sauvée.
La paix d'Aix-la-chapelle consacra le retour au statu quo ante bellum en ce qui concerne le marquisat de Finale. En deux ans de dogat, le doge Brignole-Sale, protégea le legs d'Andrea Doria de rien moins qu'une guerre européenne, une invasion militaire, un blocus maritime et une révolution populaire. Il mérita alors amplement les éloges qu'il reçut.
Dans De bello italico, ouvrage en latin relatant la campagne en Italie en 1745 et 1746 on trouve ce passage :

« [De bello italico]...Ipse Dux Brignolus in tantâ rerum perturbatione, incredibili animi robore, consiliique prostantiâ neque nimis populari concitationi indulgebat, neque fatis repugnabat. Venientes enim ad se cujuscumque generis homines, impotentissimumque Austriacorum dominatum...". »

### Grand seigneur

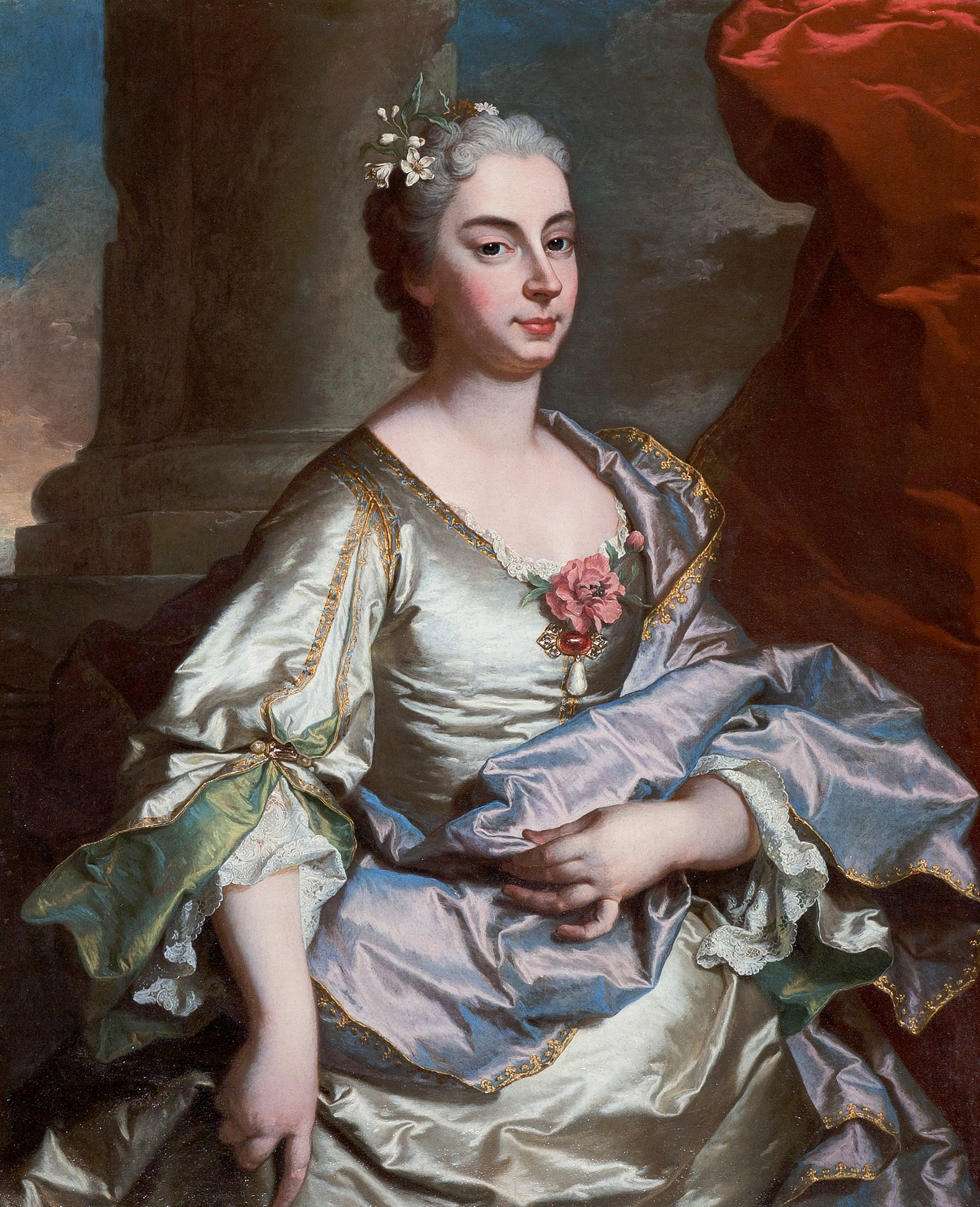
Battina Raggi Brignole Sale par Hyacinthe Rigaud

En sortir de charge, Brignole fut nommé procurateur perpétuel (1748) et surintendant des places fortes (1749). Quand il ne participait pas au gouvernement de la république, il administrait directement ses terres de Groppoli, bravant le grand-duc de Toscane qui l'avait officiellement dépossédé.
Grand personnage de l’État, il présida, en 1757, au mariage de sa nièce Marie-Catherine Brignole-Sale avec le prince Honoré III de Monaco, marquant certainement l'apogée de la famille Brignole-Sale.
Il mourut le 14 février 1760, regretté de tous pour son action et pour sa munificence envers les établissements publics et notamment la maison appelée le refuge des filles de Brignole, hospice fondé par ses ancêtres.

## Iconographie
- Jacopo Boni l'a représenté en 1746 en grande tenue de doge dans un tableau qui se veut reproduire le célèbre tableau de Louis XIV par Hyacinthe Rigaud.
- Son portrait a été peint par Hyacinthe Rigaud en 1739[9] et est conservé au Palazzo Rosso de Gênes[10]. Anciennement attribué à Gaspard Rigaud, ce tableau (avec son pendant féminin) est considéré par Michel et Cochin comme l’un des « deux portraits de Rigaud, dans ses derniers temps, secs et de couleur rouge ; mais dessinés avec justesse, et d’une exécution très finie »[11].

Les archives historiques de la commune de Gênes conservent un reçu de Rigaud qui attestent du règlement à l'artiste de 1200 livres, soit le prix de l'effigie et de l'épouse du doge :

« J’ay reçu de Monsieur Verzure la somme de douze
cent livres qu’il m’a payé pour le compte de S. E.
M. le marquis Brignole avec lequel il s’en entendra.
A Paris, le 16 avril 1738. »

Un autre reçu du sculpteur Charles-Louis Maurizan atteste également de la confection des bordures (cadres) pour un montant de 720 livres : 

« J’ay receu de Monsaigneur le
marqui de Brignolet envoiez de Jaine
par les mains de Monsieur Brun la somme
de sept cent vingt livres pour deux
cadre de tableaux que j’ay livrés à son
exselance, dont je quite mondisaigneur
de tout chauze. A Paris le 19 janvier mille
sept cent trante neuf. Maurisan » »

 Les caisses furent envoyées via Marseille comme le montre un État des équipages envoyés à Marseille.